# 泰山商圈
泰山商圈範圍以新北市泰山區的明志路一帶為主。

## 概況
泰山商圈以明志路為中心，並以南北狹長發展，北端為仁愛路和全興路公有市場，南端則從明志路三段到台麗街，鄰近新莊，擁有明志和輔仁兩個大學的商業美食街為兩大商業聚落，除此之外，明志國小也有小規模商業聚集，也是社區接駁車的集中地。商圈類型除了南端靠輔大的台麗街之外，純粹為內需型綜合民生消費業。
商圈北端目前為泰山到台北車站或其他重要交通要道的樞紐，十八甲重劃區也在此，以仁愛路和全興路的公有市場為中心，是早市型態，每天早上八點到下午三點車水馬龍。南端商業美食街因為學生人口眾多，夜晚十分熱鬧，除了商店還有為數眾多的攤販。

## 特色
廟宇活動所衍生的獅王陣頭，另外亦有50、60年代所盛行的芭比娃娃工廠在泰山，雖工廠已遷移，但亦延續與芭比娃娃的關聯。

## 週邊觀光資源

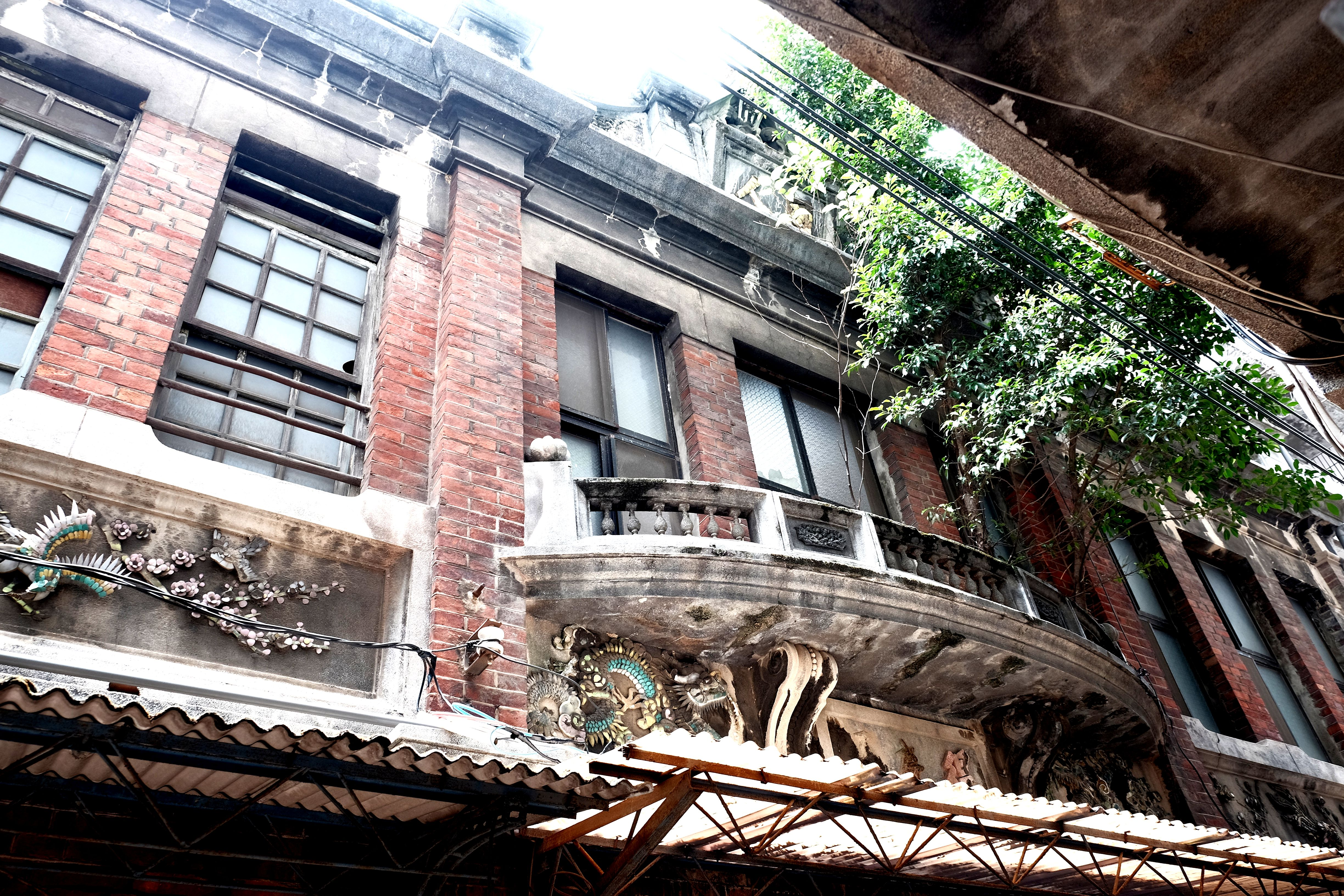
溝仔墘老街

包含兩座泰山巖，即頂泰山巖與下泰山巖，另外亦有溝仔墘老街牌樓、明志書院、泰山鄉娃娃產業文化館等景點。

## 外部連結
- 新北市形象商圈-泰山商圈